# Seiji Tada
Seiji Tada (多田 誠司, Tada Seiji) (geboren in 1960) is een Japanse jazzmuzikant die altsaxofoon speelt.

## Biografie
Seiji Tada is sinds de jaren 80 actief in de Japanse jazzscene. Hij speelde met Hiroshi Murata & the Bop Band (The Blues Walk), daarna met Masahiko Osaka en het kwintet van Tomonao Hara (Dawn Breaks, 1992). Met pianist Sir Charles Thompson nam hij in 1994 de jazzklassieker "Georgia on My Mind“ op. In de jaren erna werkte hij o.a. met zangeres Chiaki Ogasawara, de Japan Just Jazz All Stars alsook met de bigbands van Yoshihiko Katori en Kenichi Tsunoda. In 1999 trad hij op met Bobby Watson & Tailor Made (met de Tokyo Leaders Big Band). Hij was lid van het kwintet van Terumasa Hino en de groep Kojikanatsuru 3, tevens leidde hij een eigen kwartet (The Gig: Jazz Workshop Presents Seiji Tada Quartet, 1997), met Yoshiro Okazaki, Shigeo Aramaki en Dairiki Hara. In de jazz was hij tussen 1993 en 2008 betrokken bij elf opnamesessies. Tada geeft les aan de Jazz School in Tokyo.